# Robert Clark (zoologiste)
Pour les articles homonymes, voir Robert Clark et Clark.
Robert Selbie Clark, né le 11 septembre 1882 à Aberdeen et mort le 29 septembre 1950, est un zoologiste marin écossais.
Il est le biologiste de l'expédition Endurance (1914-1917) et a dirigé le Scottish Home Department Marine Laboratory de Torry (en).